# Lucilius A. Emery
Lucilius Alonzo Emery (* 27. Juli 1840 in Carmel, Maine; † 26. August 1920 in Hancock Point, Maine) war ein US-amerikanischer Richter und Politiker, der von 1876 bis 1878 Maine Attorney General war. 

## Leben
Lucilius Alonzo Emery wurde 1840 in Carmel, Maine als Sohn von James S. Emery und Eliza Wing geboren. Er beendete das Bowdoin College im Jahr 1861, studierte Rechtswissenschaften und ließ sich in Ellsworth nieder. Dort hatte er mit Eugene Hale eine gemeinsame Kanzlei.
Er war für das Hancock County von 1874 bis 1875 sowie 1881 bis 1882 Abgeordneter im Senat von Maine und von 1876 bis 1879 Attorney General von Maine. Im Jahr 1883 wurde er zum Richter am Supreme Judicial Court von Maine berufen und war dort bis 1906 tätig. Von 1906 bis 1911 war er Chief Justice des Supreme Judicial Court von Maine.
Emery heiratete im Jahr 1864 Anne S. Crosby verheiratet. Das Paar hatte eine Tochter und einen Sohn. Er starb am 26. August 1920 in Hancock Point.  Sein Grab befindet sich auf dem Woodbine Cemetery in Ellsworth, Maine.